# Lakarobius alboniger
Lakarobius alboniger là một loài nhện trong họ Salticidae.
Loài này thuộc chi Lakarobius. Lakarobius alboniger được Berry, Joseph A miêu tả năm 1998. Beatty & Jerzy Prószyński.